# Riječani Gornji
Riječani Gornji su naseljeno mjesto u sastavu općine Modriče, Republika Srpska, BiH.

## Povijest
Do 1955. zvali su se Riječani Srpski.

## Stanovništvo
| Riječani Donji     |              |
| godina popisa      | 1991.        |
| Srbi               | 301 (99,02%) |
| Hrvati             | 1 (0,33%)    |
| Muslimani          | 0            |
| Jugoslaveni        | 0            |
| ostali i nepoznato | 2 (0,65[%)   |
| ukupno             | 304          |